# Catena Olan-Rouies
La Catena Olan-Rouies (in francese Chaîne Olan-Rouies) è un massiccio montuoso delle Alpi del Delfinato (Massiccio degli Écrins). Si trova in Francia (dipartimenti delle Alte Alpi e dell'Isère). Prende il nome dalle due montagne più significative: il Pic d'Olan e Les Rouies.

## Collocazione

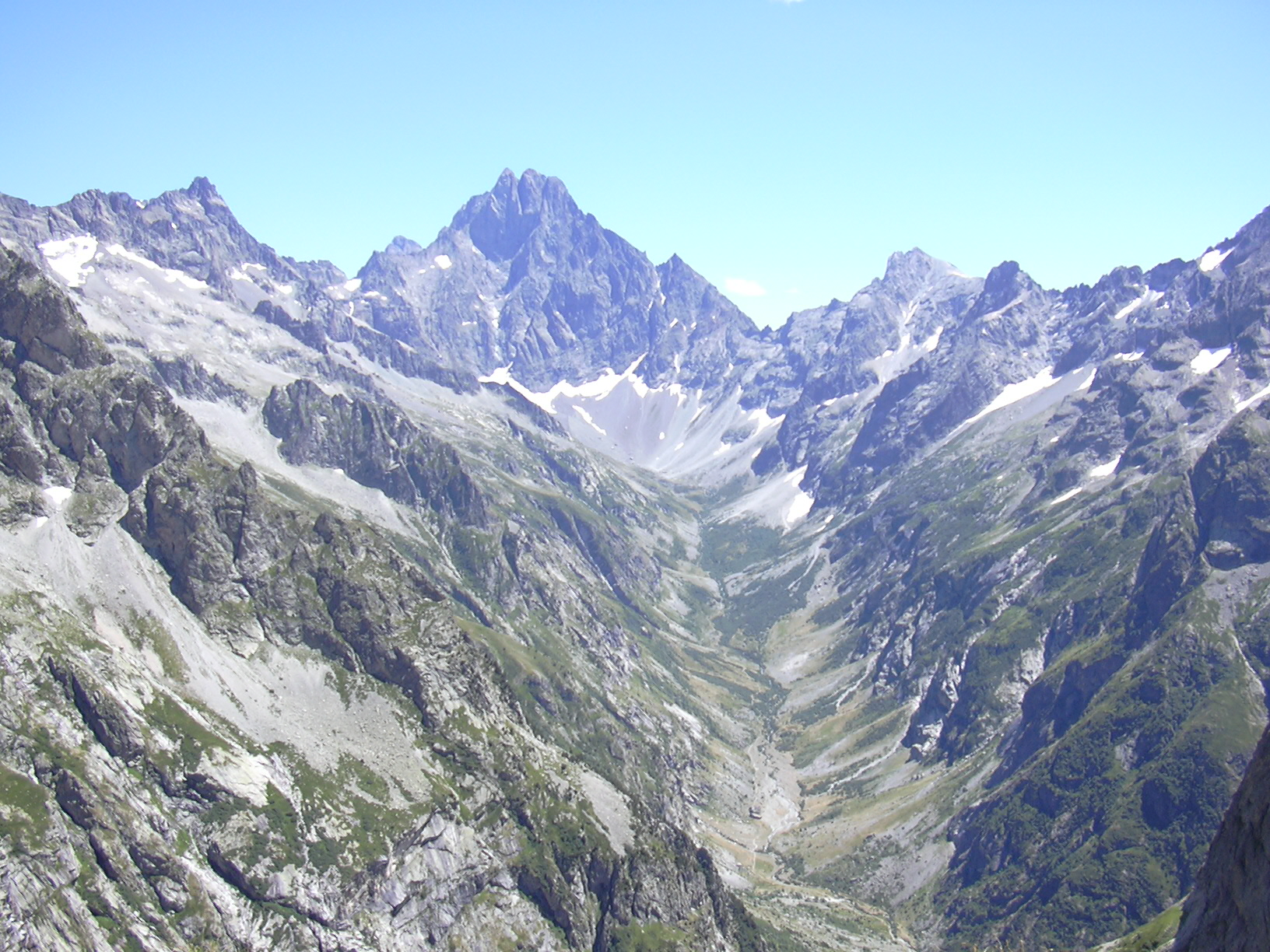
Il Pic d'Olan.

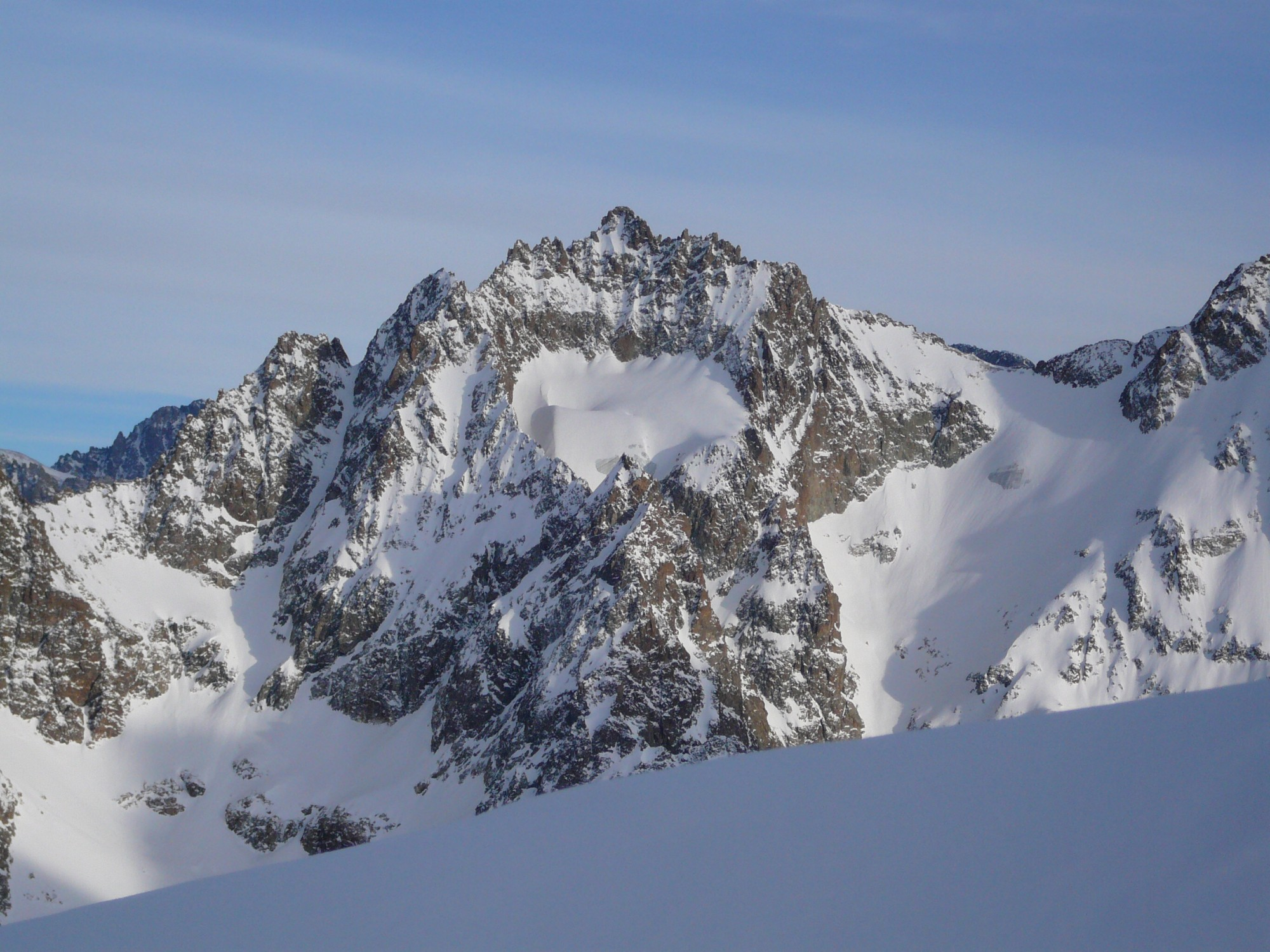
Cime de l'Encoula

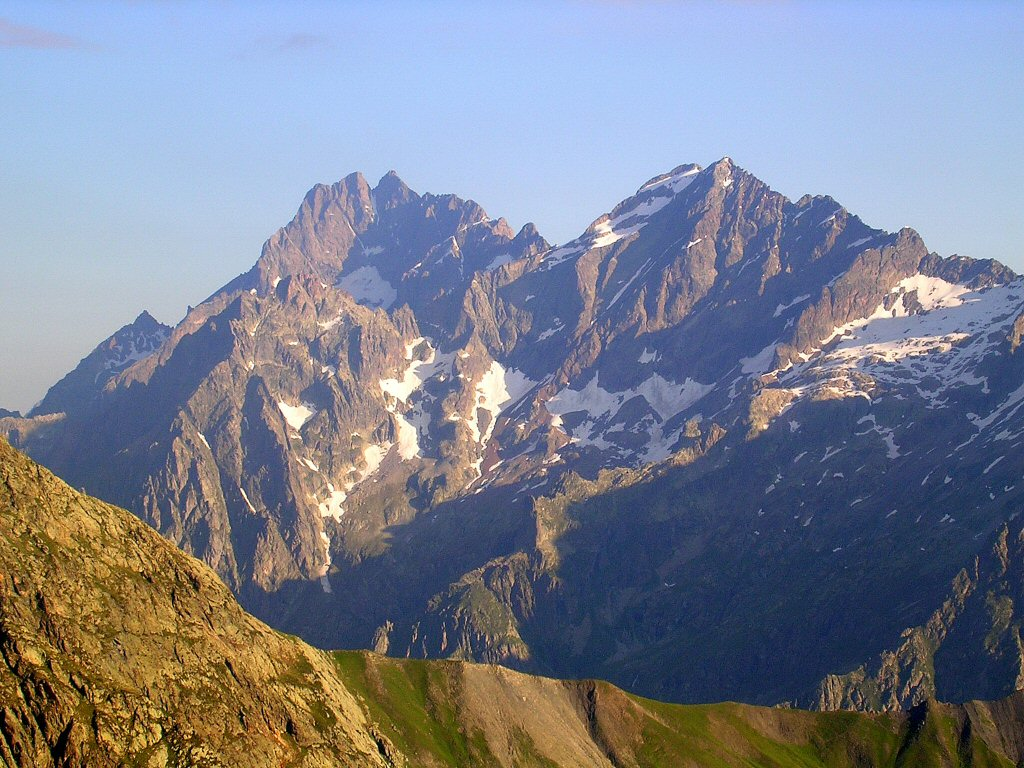
Cime du Vallon

Secondo le definizioni della SOIUSA la Catena Olan-Rouies ha i seguenti limiti geografici: Col du Says, Valgaudemar, fiume Drac, fiume Bonne, Col des Aiguilles, alto corso del Vénéon, Col du Says.
Essa raccoglie la parte sud-ovest del Massiccio degli Écrins.

## Classificazione
La SOIUSA definisce la Catena Olan-Rouies come un supergruppo alpino e vi attribuisce la seguente classificazione:
- Grande parte = Alpi Occidentali
- Grande settore = Alpi Sud-occidentali
- Sezione = Alpi del Delfinato
- Sottosezione = Massiccio degli Écrins
- Supergruppo = Catena Olan-Rouies
- Codice =  I/A-5.III-D

## Suddivisione
La Catena Olan-Rouies viene suddivisa in quattro gruppi e sei sottogruppi:
- Gruppo dei Rouies (13)
  - Catena Says-Vaccivier (13.a)
  - Nodo dei Rouies (13.b)
- Gruppo del Vallon des Étages (14)
  - Catena Vallon des Étages-Encoula (14.a)
  - Catena Étret-Fétoules (14.b)
- Gruppo dell'Olan (15)
  - Nodo dell'Olan (15.a)
  - Catena Turbat-Souffles (15.b)
- Catena Tête du Clotonnet-Grun de Saint Maurice (16)

## Montagne
Le montagne principali appartenenti alla Catena Olan-Rouies sono:
- Les Rouies - 3.589 m
- Pic d'Olan - 3.564 m
- Pointe du Vallon des Étages - 3.564 m
- Tête de l'Étret - 3.559 m
- Cime de l'Encoula - 3.536 m
- Tête des Fétoules - 3.459 m
- Pic du Says - 3.420 m
- Cime du Vallon - 3.409 m
- Pic du Vaccivier - 3.312 m
- Tête du Clotonnet - 2.835 m
- Grun de Saint Maurice - 2.727 m